# بول إيزو
بول إيزو (بالإنجليزية: Paul Izzo)‏ (6 يناير 1995 بأديلايد في أستراليا - ) هو لاعب كرة قدم أسترالي في مركز حراسة المرمى. شارك مع منتخب أستراليا تحت 17 سنة لكرة القدم ومنتخب أستراليا تحت 20 سنة لكرة القدم. أما مع النوادي، فقد لعب مع سنترال كوست مارينرز ونادي أديلايد يونايتد.

## وصلات خارجية
- بول إيزو على موقع الاتحاد الدولي (مؤرشف)  (الإنجليزية)
- بول إيزو على موقع قاعدة بيانات كرة القدم.إي يو (الإنجليزية)
- بول إيزو على موقع Soccerway.com (الإنجليزية)
- بول إيزو على موقع عالم كرة القدم.نت (الإنجليزية)